# Abertzale

Ikurriña o bandera del País Vasco

Abertzale o aberzale es una palabra en euskera que significa «patriota» o «nacionalista», normalmente nacionalista vasco.
Su etimología proviene de la fusión del término aberri («patria», neologismo creado por Sabino Arana) con el sufijo -(t)zale («el que ama», «el que es amigo de», «el aficionado a algo» o «el que se dedica a algo»), por lo que se ha traducido como «amante de la patria» o «partidario de la patria». Su uso y significado, en español, es muy dependiente del ámbito geográfico en el que se utiliza.
Hasta 2014, el Diccionario de la lengua española definía la palabra abertzale como «nacionalista radical vasco», aplicado a personas como adjetivo. Al darle un significado restringido al ámbito del nacionalismo vasco radical, esta definición ha generado las quejas y críticas tanto de partidos nacionalistas vascos (abertzales) como por la Real Academia de la Lengua Vasca.
La acepción de la Real Academia Española (RAE) hacía referencia al uso social que se hace de esta palabra como sinónimo de «izquierda abertzale», dado que generalmente han sido las organizaciones de esta ideología las que más han utilizado el término, usándolo para autodefinirse, debido a la descalificación que el término «nacionalista» provocaba en algunos ambientes políticos. Además, desde algunos medios de comunicación también se usa el término para hacer una distinción entre nacionalistas, llamando así a los miembros y simpatizantes del Partido Nacionalista Vasco (PNV) y restringiendo el uso de abertzale al entorno de Batasuna y a los partidarios de la independencia. A esto se le une que tradicionalmente los miembros del PNV han sido llamandos jeltzales (partidarios de JEL, acrónimo de Jaungoikoa eta Legezarra, que significa «Dios y Ley vieja», antiguo lema del PNV).
Asimismo, al haber sido vinculados varios partidos de la «izquierda abertzale» (Herri Batasuna, Batasuna, Euskadiko Ezkerra, Acción Nacionalista Vasca) con el grupo terrorista Euskadi Ta Askatasuna (ETA), a lo largo de su historia o en algún momento de ésta, socialmente y en algunos medios de comunicación españoles el término abertzale, como sinónimo de «izquierda abertzale», ha quedado ligado a la actividad «radical» de dicha organización. En Euskal Herria, sin embargo, el término abertzale se usa más en el sentido de patriota, bien como nacionalista vasco, bien como vasquista, sin ligarlo a una opción política concreta. Organizaciones políticas vascas no ligadas necesariamente a esta concepción de la «izquierda abertzale», como el propio PNV, Eusko Alkartasuna (EA), Aralar o Nafarroa Bai (NaBai), también se definen como abertzales, aludiendo a su ideología nacionalista vasca.
Así pues, dentro del contexto político del País Vasco y Navarra, el concepto abertzale era más amplio que esa acepción de la RAE; siendo su traducción más habitual y más literal que el español «patriota», como sinónimo de «nacionalista». Actualmente «nacionalista vasco» es la única definición que la RAE recoge en su diccionario.

## Organizaciones que utilizan el término
Varias organizaciones e instituciones han utilizado o utilizan este término en su nombre en euskera:
- Abertzaleen Batasuna (AB, Unidad de Patriotas), partido político del País Vasco francés.
- Abertzale Sozialisten Batasuna (ASB, Unión de Socialistas Patriotas), partido político promovido por Batasuna.
- Abertzale Sozialista Komiteak (ASK, Comités Patriotas Socialistas), sindicato vasco.
- Emakume Abertzale Batza (Asociación de Mujeres Patriotas), organización femenina del PNV, ilegalizada por los sublevados tras el estallido de la Guerra Civil.
- Euskal Abertzaletasunaren Museoa (Museo del Patriotismo Vasco).
- Eusko Abertzale Ekintza, nombre en euskera de Acción Nacionalista Vasca, partido político vasco.
- Ezker Abertzalea (Izquierda Patriota), Sozialista Abertzaleak (Socialistas Patriotas), Nafarroako Sozialista Abertzaleak (Socialistas Patriotas de Navarra) y Araba, Bizkai eta Gipuzkoako Sozialista Abertzaleak (Socialistas Patriotas de Álava, Guipúzcoa y Vizcaya), nombres de los grupos parlamentarios de Herri Batasuna y Euskal Herritarrok en distintos parlamentos forales y autonómicos.
- Ezkerreko Mugimendu Abertzalea (EMA, Movimiento Patriota de Izquierdas), partido político del País Vasco francés.
- Euzko Abertzaleak-Nacionalistas Vascos, nombre del grupo parlamentario del PNV en el Parlamento Vasco.
- Gazte Abertzaleak (Jóvenes Patriotas), juventudes del partido Eusko Alkartasuna.
- Ikasle Abertzaleak (IA, Estudiantes Patriotas), organización de estudiantes de la izquierda nacionalista.
- Koordinadora Abertzale Sozialista (KAS, Coordinadora Patriota Socialista).
- Langile Abertzaleen Batzordeak (LAB, Comisiones de Trabajadores Patriotas), sindicato vasco.
- Langile Abertzale Iraultzaileen Alderdia (LAIA, Partido de los Trabajadores Patriotas Revolucionarios), partido político.
- Langile Abertzale Komiteak (LAK, Comités de Trabajadores Patriotas ), sindicato vasco.
- Mouvement Unitaire Abertzale, agrupación electoral del País Vasco francés presentada a las elecciones cantonales de 1992.